# Consulta per l'islam italiano
Con il termine Consulta islamica si fa riferimento ad un organismo di carattere consultivo del Ministero dell'interno, composto da alcuni autorevoli rappresentanti dell'islam in Italia, dietro nomina ministeriale. Istituita nel 2005, riformata nel 2010, è stata ricostituita nel 2016, ogni volta con nomi differenti.

## La Consulta per l'islam italiano (2005)
La Consulta per l'islam italiano, istituita con decreto nel 2005 dall'allora Ministro dell'Interno Giuseppe Pisanu, è stata confermata nel 2006 dal nuovo ministro degli interni Amato. Il ministro Amato vi ha inserito un nucleo di accademici e esperti del mondo arabo/islamico.
Come risulta dal decreto istitutivo, la consulta ha il compito di esprimere pareri e formulare proposte sulle questioni indicate dal ministro, fornendo così elementi concreti per la soluzione dei problemi dell´integrazione delle comunità musulmane nella società nazionale, nel pieno rispetto della costituzione e delle leggi. 
La consulta si muove nella prospettiva della formazione di un islam italiano, espressione di una comunità aperta ed integrata, salvaguardata nelle differenze compatibili con il nostro ordinamento, rispettosa dell'identità nazionale e dei valori della società di accoglienza.
La metà dei componenti possiede la cittadinanza italiana e le nazionalità di origine rappresentate sono, oltre a quella italiana, l'albanese, l'algerina, la giordana, l'irachena, la libica, la marocchina, la pakistana, la senegalese, la siriana, la somala e la tunisina. Particolare attenzione è stata riservata alle diverse espressioni della società civile, ai giovani e alle donne, una delle quali sciita.
Tra i membri della consulta troviamo esponenti di vertice di organizzazioni e comunità islamiche presenti in Italia: Comunità ismailita in Italia, Co.Re.Is. (Comunità religiosa islamica), Sezione italiana della Lega musulmana mondiale, U.C.O.I.I. (Unione delle comunità e delle organizzazioni islamiche in Italia), U.I.O. (Unione islamica in Occidente, espressione della World Islamic Call Society).
Nel dettaglio i 16 componenti della Consulta erano: Ahmad Ejaz, pakistano, giornalista, direttore della rivista Azad («Libero»), mediatore culturale; Khalil Altoubat, giordano, laureato in fisioterapia; Rachid Amadia, algerino, Imam; Kalthoum Bent Amor Ben Soltane, tunisina, lettrice di lingua araba all´Università di Urbino; Khalid Chaouki, marocchino, studente, operatore della comunicazione, ex presidente dei Giovani Musulmani d'Italia; Mohamed Nour Dachan, italiano di origine siriana, medico, presidente dell'UCOII; Zeinab Ahmed Dolal, somala, operatrice sanitaria ; Gulshan Jivraj Antivalle, nata in Kenya, presidente della Comunità ismailita italiana; Tantush Mansur, libico, presidente dell´U.I.O.; Yahya Sergio Yahe Pallavicini, italiano, Imam, vice presidente della CO.RE.IS; Mohamed Saady, magrebino, co-presidente dell'ANOLF; Souad Sbai, marocchina, giornalista, presidente dell´Associazione donne marocchine in Italia, direttrice del mensile Al Maghrebiya; Mario Scialoja, italiano, ambasciatore a riposo, direttore della Sezione italiana della Lega musulmana mondiale; Roland Seiko, albanese, giornalista, di Roma; Younis Tawfik, iracheno, scrittore, di Torino;  Mahadou Siradio Thiam, senegalese, operatore nel mondo del volontariato, di Roma
La Consulta si riunisce a cadenza mensile nel corso del 2006, discutendo vari temi considerati di rilevanza, tra cui integrazione e cittadinanza (ius soli). Nella riunione di agosto vengono discusse alcune dichiarazioni, considerate antisemite, del presidente UCOII Mohamed Nour Dachan, e il ministro Amato invita i membri della Consulta a sottoscrivere una carta dei valori e dei principi sulla base dei quali costruire l'islam italiano, da redigere assieme ad esponenti del mondo della cultura e del diritto. Un comitato scientifico per la stesura di tale Carta è istituito nell'aprile 2007 (ne fanno parte Roberta Aluffi Beck Peccoz, Carlo Cardia, Khaled Fouad Allam, Adnane Mokrani, Francesco Zannini) La Carta dei valori della cittadinanza e dell'integrazione viene firmata dai membri della Consulta e pubblicata in Gazzetta Ufficiale nei mesi successivi.
Nel marzo 2008 alcuni membri della Consulta (Ahmad, Antivalle, Pallavicini, Redouane, Saady, Sbai, Scialoja, Tawfik) avviano il progetto di una Federazione dell'islam italiano come federazione tra organizzazioni che restano autonome, ma si riconoscono in alcuni valori fondativi specificati nella Carta dei valori (laicità dello Stato, libertà religiosa, eguaglianza tra uomo e donna, formazione degli imam, trasparenza dei finanziamenti) con l'intento di rappresentare l'Islam moderato e pluralista. Il progetto è criticato dall'UCOII, uscito dalla Consulta dopo aver firmato la Carta dei valori. Il progetto non va in porto negli anni successivi.

## Il Comitato per l'Islam italiano (2010)
La Consulta viene riformata durante il governo Berlusconi IV dal ministro dell'interno Roberto Maroni. Del nuovo organo, denominato Comitato per l'Islam italiano, fanno parte il consigliere di Cassazione Mario Cicala, il docente presso l'Università di Trieste Khaled Fouad Allam, il fondatore del Centro studi sulle nuove religioni Massimo Introvigne, i giornalisti Carlo Panella e Andrea Moriggi, il segretario della grande moschea di Roma Abdellah Redouane, il direttore della sezione italiana della Lega musulmana mondiale Mario Scialoja, l'esponente dell'associazione dei Musulmani moderati, Gamal Bouchaib, Confederazione Islamica Italiana, il giornalista egiziano della tv veneta La9, Mohammad Ahmad, l'intellettuale marocchino Ahmad Habous, docente dell'Università Orientale di Napoli e l'imam di Torino Abdellah Mechnoune, segretario della Lega mondiale degli Imam.

Il Comitato di Maroni è da subito criticato per la mancanza di rappresentatività del mondo dell'Islam in Italia e delle seconde generazioni, e per la presenza di personalità considerate islamofobe quali Panella e Morigi, cui vengono affidati anche compiti di relatori dei gruppi di lavoro, cosa che porta alle dimissioni di Scialoja. Il Comitato resta pressoché inattivo a partire dal 2011.

## Il Consiglio per le relazioni con l’Islam (2016)
Nel corso di una riunione della consulta religiosa, rimasta inattiva dal 2011 con Roberto Maroni, è stato comunicato l'avvio di un processo di riforma e rinnovamento, a partire dal 23 febbraio 2015.
Il ministro dell'Interno Angelino Alfano ha istituito il Tavolo permanente di consultazione, sotto il controllo del sottosegretario Domenico Manzione, al fine di avviare una agenda di incontri a cadenza mensile. Al posto dei 15 leader delle comunità islamiche, confermato soltanto il vicepresidente della CO.RE.IS. Yahya Pallavicini, entrano sette membri dell'U.C.O.I.I., insieme a Abdellah Redouane, segretario generale del Centro Islamico Culturale d'Italia (fondato nel 1998, fra gli altri, da Hamza Piccardo) e in rappresentanza della Moschea di Roma, ai leader delle moschee di Napoli e Palermo.
Accolta - sempre nel corso della riunione - la proposta lanciata dalla CO.RE.IS di istituire un albo territoriale degli imam, previa intesa con rappresentanza religiosa dell'islam. Previsto pure l'avvio di una campagna web contro l'islam radicale. 
La nuova composizione della Consulta ha raccolto anche critiche per la percepita eccessiva presenza dell'elemento religioso (imam) e l'allontanamento di membri della società civile (quali i giornalisti Ejaz e Sbai) e altri esponenti religiosi considerati più moderati come l'imam della Moschea di Torino Abdellah Mechnoune.,
Un nuovo Consiglio per le relazioni con l’Islam viene istituito nel gennaio 2016 dal ministro Alfano. I suoi membri firmano nel febbraio 2017 un  Patto nazionale per un Islam italiano avente l'obiettivo di "creare un islam italiano legittimo, civilizzato" attraverso la formazione degli imam (con il contributo del ministero dell'Interno e delle università statali), l’uso dell’italiano nei sermoni, e il dialogo inter-religioso e inter-culturale territoriale, incluso l’accesso ai non-musulmani ai luoghi di preghiera. Tale patto solleva tuttavia varie critiche per l'impostazione securitaria e paternalista da parte del mondo islamico italiano, inclusi alcuni membri della stessa Consulta, che arrivano a considerarlo al limite del commissariamento da parte di personalità non elette e non rappresentative.
Nel 2024 l'intero consiglio si dimise in polemica con il ministero dell'interno, accusato di aver interrotto il dialogo. 